# Werkspoorbrug (Amsterdam-Rijnkanaal)
De Werkspoorbrug is een spoorbrug over het Amsterdam-Rijnkanaal in Utrecht. De brug is een staal-beton boogbrug en werd in gebruik genomen in 2002. De overspanning is 237 meter, hiermee is het de spoorbrug met de een na langste overspanning in Nederland (de langste is de Zandhazenbrug bij Muiderberg).
De brug werd op de kade naast het kanaal gebouwd, en eenmaal voltooid in zijn geheel op de juiste plek ingevaren. Het is een bijzondere brug, daar de hoofdconstructie bestaat uit één enkele boog, waaraan met relatief dunne kabels het brugdek is opgehangen.
De Werkspoorbrug is naast de bestaande Demka-spoorbrug geplaatst vanwege de spoorverdubbeling op het traject Amsterdam Bijlmer – Utrecht Centraal, en vernoemd naar de nabijgelegen voormalige Werkspoor-fabrieken. De brug wordt alleen gebruikt door treinen van Amsterdam richting Utrecht, treinen richting Amsterdam rijden over de Demka-spoorbrug. Het westelijke spoor van de brug is voor snelverkeer als de intercity en ICE (hogesnelheidstrein) en het oostelijke voor langzaam verkeer zoals Sprinters en goederentreinen.

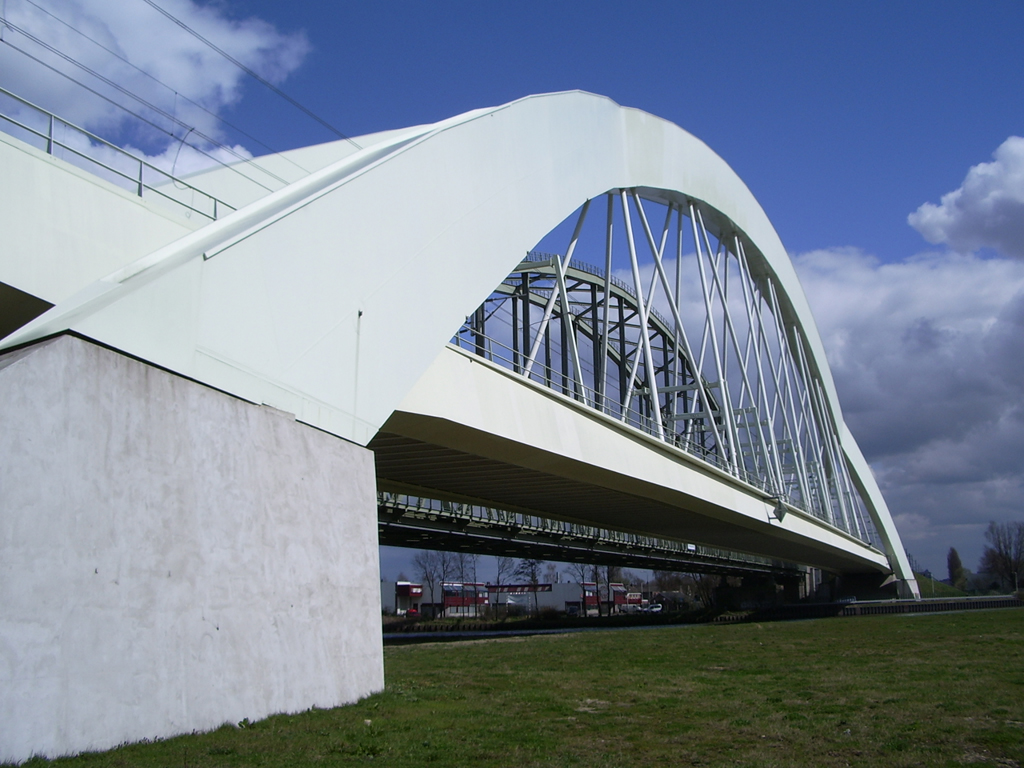
De Werkspoorbrug

Abel Tasmanbrug ·
Abstederbrug ·
Bakkerbrug ·
Bartholomeusbrug · 
Bezembrug · 
Bijlhouwersbrug ·
Brigittenbrug ·
Colignybrug ·
Dafne Schippersbrug ·
David van Mollembrug ·
Demka-spoorbrug ·
Driftbrug ·
Gaardbrug ·
Galecopperbrug · 
Gasthuismolenbrug ·
Geertebrug ·
Gildbrug · 
Goethebrug ·
Griftbrug ·
Hamburgerbrug ·
Herenbrug · 
Hogeweidebrug ·
Industriehavenbrug ·
Jacobibrug ·
Jan Pieterszoon Coenbrug ·
Jansbrug ·
Jansdambrug ·
Jeremiebrug ·
Julianabrug (Minstroom) ·
Jutphasebrug ·
Jutphasespoorbrug ·
J.M. de Muinck Keizerbrug ·
Kalisbrug ·
Krommerijnbrug ·
Lauwerechtbrug ·
Lucasbrug ·
Maarsbergerbrug ·
Maartensbrug ·
Magdalenabrug ·
Maliebrug ·
Marga Klompébrug ·
Marksbrug ·
Marnixbrug ·
Meernbrug ·
Minbrug ·
Monicabrug · 
Moreelsebrug ·
Muntbrug ·
Muntsluisbrug ·
Museumbrug ·
Noorderbrug ·
Oorsprongbrug ·
Oranjebrug ·    
Paulusbrug ·
Pausdambrug ·
Pietersbrug ·
Plompetorenbrug ·
Prins Clausbrug · 
Quintijnsbrug ·
Rode brug ·
Servaasbrug ·
Sint Martinusbrug ·
Smeebrug ·
Socratesbrug ·
Spinozabrug ·
Stadhuisbrug ·
Stammetsbrug ·
Stenenbrug ·
Tolsteegbrug ·
Vaaltbrug ·
Vaartscherijnbrug ·
Van Asch van Wijckbrug ·
Viebrug ·
Vleutensespoorbrug ·
Vollersbrug ·
Weerdbrug ·
Weesbrug ·
Werkspoorbrug ·
Werkspoorhavenbrug ·
Wittevrouwenbrug ·  
Zandbrug

Voormalige of in onbruik geraakte bruggen :
Brug met de twaalf gaten ·
Catharijnebrug · 
Hefbrug in de Kruisvaart ·
Julianabrug (Vaartsche Rijn) ·
Molenbrug · 
Smakkelaarsbrug ·
Vleutensebrug ·
Willemsbrug